# 山口俊太郎
山口 俊太郎（やまぐち しゅんたろう、1863年〈文久3年〉- 1923年〈大正12年〉）は、明治・大正期の鉄道技術者。岩倉使節団の副使であった山口尚芳の長男であり、使節団に尚芳の従者として同行した。使節団帰国後も引き続きイギリスに滞在する。1887年に帝国大学工科大学を卒業し、アメリカ合衆国に再留学の後、鉄道作業局に入局する。その後九州鉄道、三井鉱山、三井物産で鉄道関係の業務を担当した。